# Ilusão de Müller-Lyer

Três retas com o mesmo tamanho aparentam tamanhos distintos, na ilusão de Müller-Lyer.

A ilusão de Müller-Lyer é uma ilusão de ótica geométrica desenvolvida pelo médico psiquiatra alemão Franz Müller-Lyer, em 1889.
Embora existam diversas variações criadas ao longo do tempo, a proposta inicial leva à ilusão de que duas retas idênticas, mas com ângulos invertidos em suas extremidades, aparentam possuir tamanhos distintos: aquela que possui o ângulo voltado para dentro aparenta ser menor.
Serviu de base a diversos estudos psicológicos. Jean Piaget, por exemplo, procurou provar que o engano diminui conforme da idade do indivíduo.